# Instint

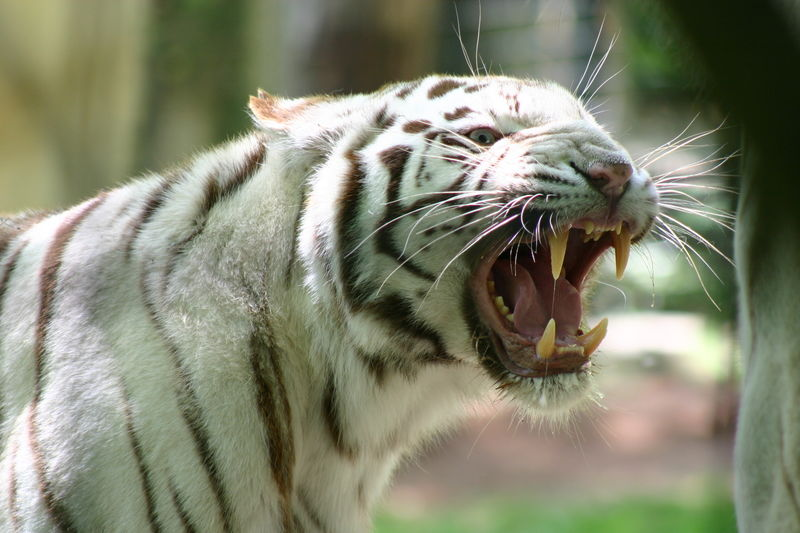
Tigre blanc presentant les seves dents, com un instint de defensa

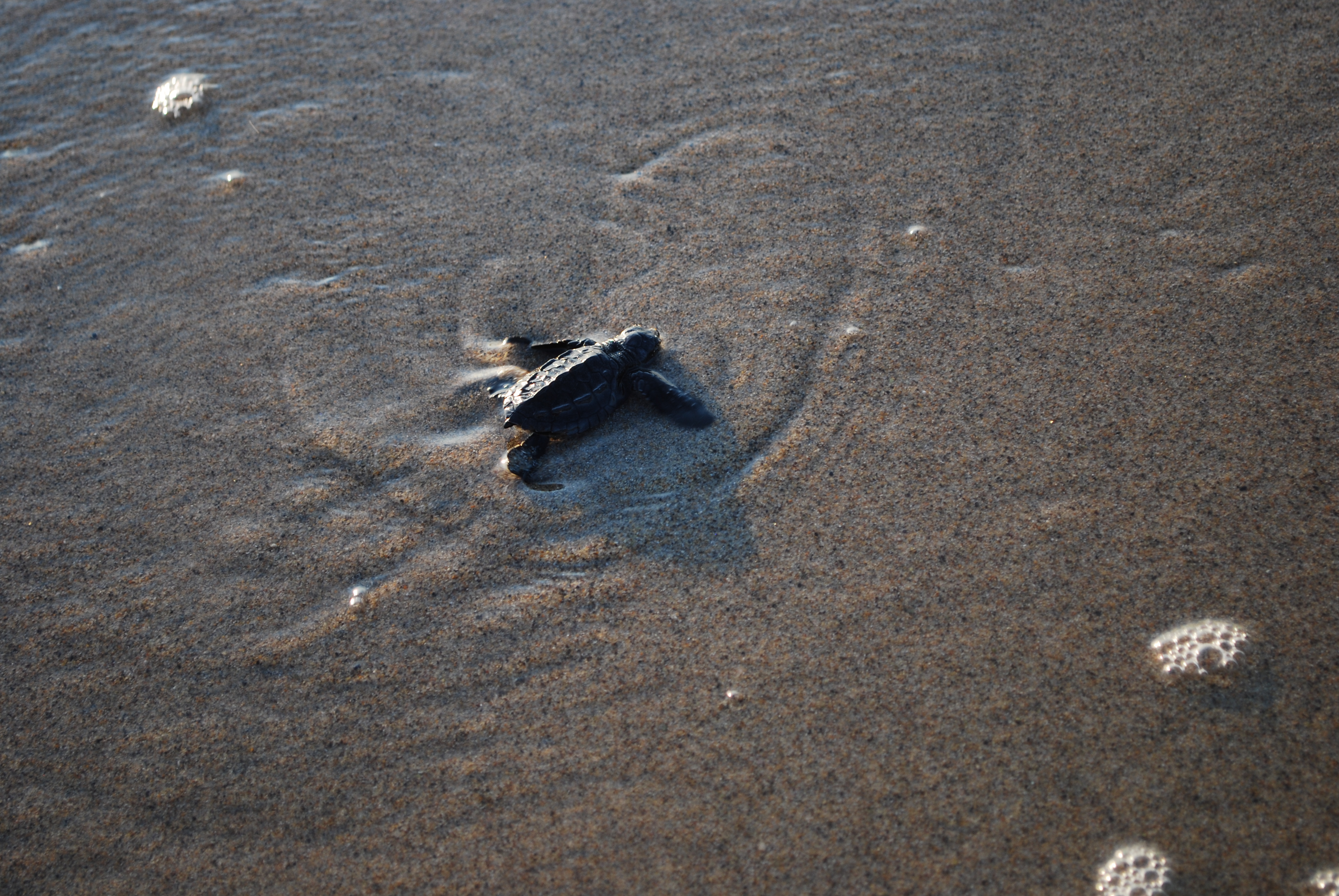
Una cria de tortuga llaüt es dirigeix cap a l'oceà obert.

L'instint és la inclinació inherent d'un organisme viu cap a un comportament complex determinat, que conté elements innats, és a dir, sense aprenentatge previ. L'exemple més senzill d'una conducta instintiva és un patró fixat de conducta, en el qual es duen a terme una seqüència d'accions de molt curta a mitjana durada, sense variació, en resposta a un estímul corresponent clarament definit.
Qualsevol conducta és instintiva si es realitza sense estar basada en l'experiència prèvia, o sigui, sense aprenentatge previ i, per tant, és una expressió de factors biològics innats. Les tortugues marines, recentment eclosionades en una platja, es mouran instintivament cap a l'oceà. Un marsupial s'enfila a la bossa de la seva mare en néixer. Altres exemples inclouen les baralles d'animals, el comportament de festeig d'animals, les funcions d'escapament intern i la construcció de nius. Encara que un instint es defineix per les seves característiques innates que no varien, els detalls del seu rendiment es poden canviar per l'experiència; per exemple, un gos pot millorar les seves habilitats auditives amb la pràctica.
Els instints són patrons de comportament complexos innats que existeixen en la majoria dels membres de l'espècie, i s'han de distingir dels reflexos, que són respostes simples d'un organisme a un estímul específic, com ara la contracció de la pupil·la en resposta a la llum brillant o l'espasmòdic moviment de la part inferior de la cama quan es toca el genoll. L'absència de capacitat volitiva no s'ha de confondre amb la incapacitat de modificar els patrons d'acció fixats. Per exemple, les persones poden modificar un patró d'acció fixa estimulada reconeixent conscientment el punt de la seva activació i simplement deixar de fer-ho, mentre que els animals sense una capacitat volitiva prou forta poden no poder desvincular-se dels seus patrons d'acció fixa, un cop activats.
S'ha estudiat el comportament instintiu en humans.

## Primers teòrics

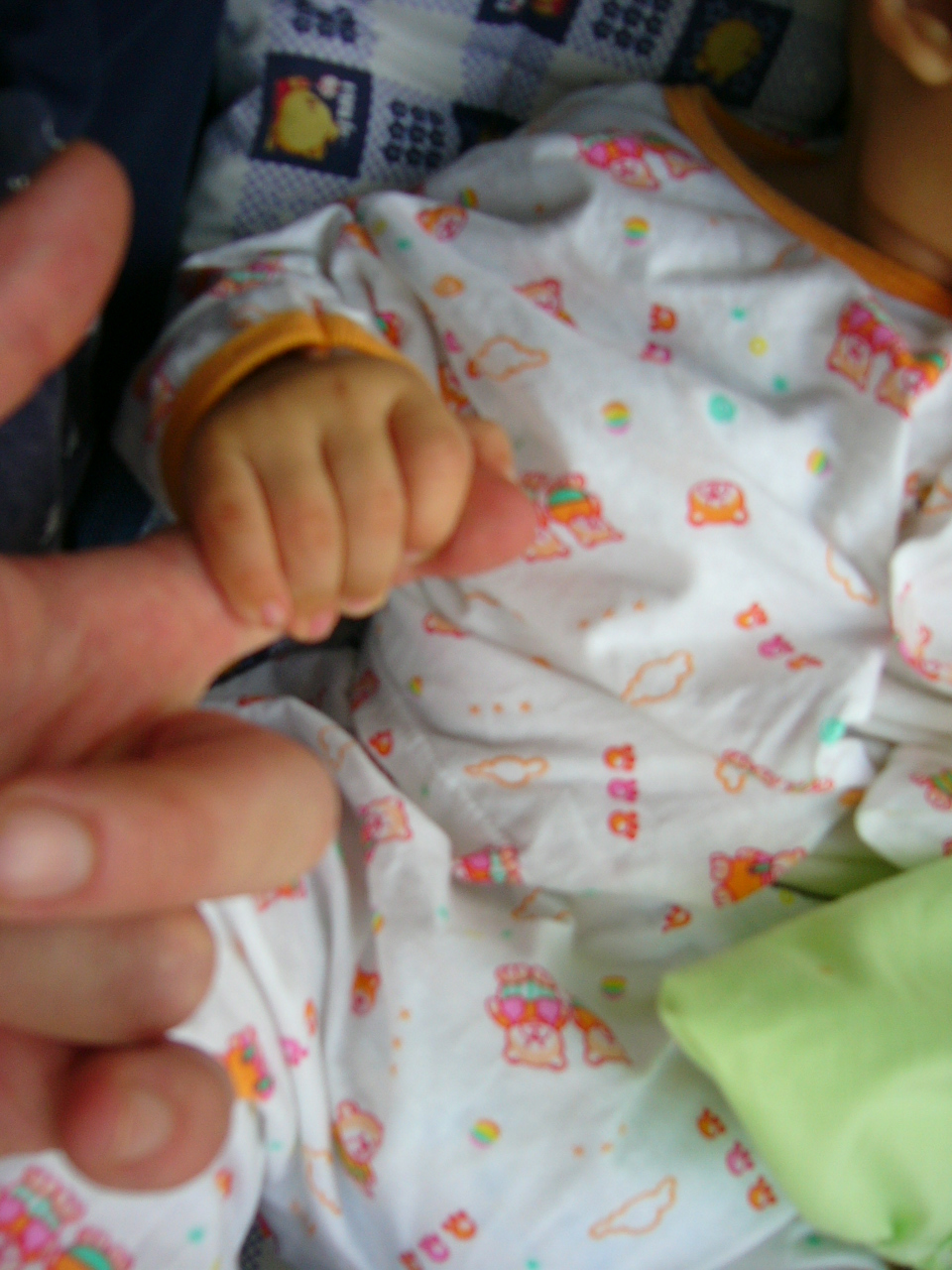
Un nadó agafa el dit de la mà, en una manifestació d'un reflex arcaic

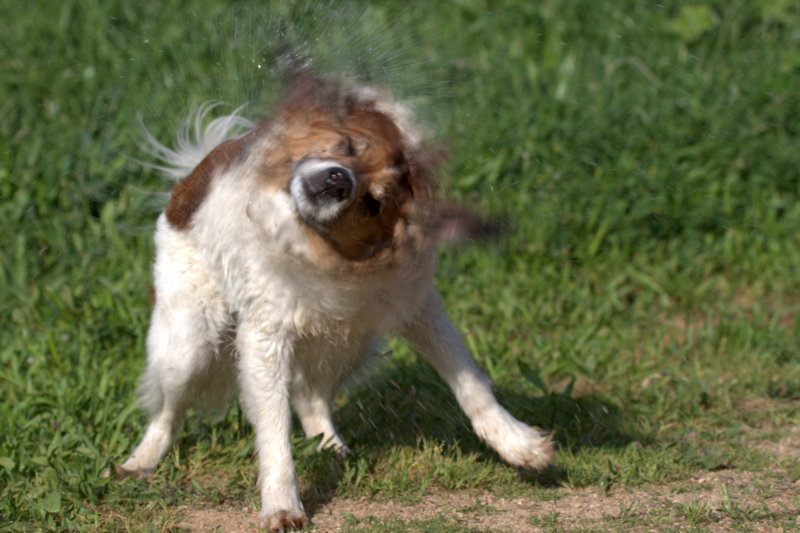
Un gos mullat sacseja instintivament l'aigua del seu pelatge

### Jean Henri Fabre
Es diu que Jean Henri Fabre (1823–1915) va ser la primera persona que va estudiar animals petits, que no eren ocells, i insectes, i es va especialitzar específicament en els instints dels insectes. Fabre considera que l'instint és un conjunt de conductes vinculades que un organisme experimenta inconscientment com a resposta a condicions externes.
Fabre va concloure que una diferència significativa entre humans i animals és que els animals no poden raonar. Va arribar a aquesta conclusió després d'observar com els insectes i els ocells salvatges continuaven repetint un determinat comportament com a resposta a una situació nova. Tot i que aquests comportaments instintius semblaven complexos, els insectes i els animals no van ajustar el seu comportament tot i que no els ajudava en aquella nova situació.
Els següents són alguns comportaments d'insectes i animals que Fabre va observar i va etiquetar com "instintius", perquè no impliquen raonament: instints materns, metamorfosi, mimetisme, muda, fer-se el mort, respostes a estímuls.
Fabre creia que els instints eren "patrons fixos", és a dir, aquests conjunts de comportaments vinculats no canvien en resposta a noves situacions ambientals. Un exemple concret que el va ajudar a arribar a aquesta conclusió és el seu estudi de diverses espècies de vespes. Totes les espècies de vespes que va estudiar van realitzar un determinat patró de comportament en capturar les seves preses, que Fabre va anomenar un patró fix. Aleshores Fabre va intervenir en el procés de captura de preses de les vespes, i només una de les espècies va ajustar el seu comportament en resposta a aquesta intercepció desconeguda. Fabre va explicar aquesta contradicció argumentant que qualsevol individu que s'allunya de les normes de la seva espècie és només una excepció, alhora que admet que hi podria haver algun espai per al creixement dins dels instints d'una espècie.
La creença de Fabre que els instints són fixos s'oposa a la teoria de l'evolució. Va rebutjar que una espècie pogués evolucionar cap a una altra, i també va rebutjar que la consciència que posseïm els humans es pogués aconseguir mitjançant l'evolució dels trets inconscients.

### Wilhelm Wundt
Wilhelm Wundt (1832–1920) és conegut per fundar el primer laboratori de psicologia, que va tenir lloc el 1879 a la Universitat de Leipzig. Va poder extreure conclusions sobre l'instint a partir de les seves acurades observacions del comportament animal i humà.
Per explicar millor la investigació de Wundt, Claudia Wassman va analitzar una gran col·lecció de fonts. Això incloïa algunes de les revistes anteriors que Wundt va escriure, que reflexionaven sobre la idea de la inconsciència més que les seves investigacions posteriors i més conegudes. El seu article conclou que els processos inconscients (que ell va anomenar "moviments instintius") eren el resultat de sensacions i emocions, i aquests processos inconscients eren blocs de construcció cap a la consciència.
Un exemple del que Wundt va estudiar per arribar a les seves conclusions sobre els processos inconscients inclou les expressions facials que els nadons feien en resposta a les sensacions de gust dolç, àcid i amarg. Va concloure que aquestes expressions facials eren el resultat del fet que els nadons intentaven evitar emocions desagradables i notaven alguna cosa desagradable a la seva boca, i que aquests instints, que s'expressen amb moviments reflexius, només es van convertir en innats perquè les generacions passades ho van aprendre i els va beneficiar per a la supervivència.
El procés pel qual Wundt va explicar l'existència dels instints és la selecció natural. Més concretament, la seva investigació suggereix que la selecció natural provoca petits canvis en el sistema nerviós al llarg del temps. Aquests canvis provoquen impulsos hereditaris en els organismes, que són responsables de qualsevol procés inconscient. Wundt va utilitzar els termes processos inconscients, moviments reflexius i moviments instintius de manera intercanviable, sovint agrupant-los.

### Sigmund Freud
Sigmund Freud va considerar que les imatges mentals de les necessitats corporals, expressades en forma de desitjos mentals, s'anomenen instints.

### William McDougall
A principis del segle xx, es va reconèixer una "unió d'instint i emoció". William McDougall sostenia que molts instints tenen les seves respectives emocions específiques associades. A mesura que la investigació es va fer més rigorosa i els termes es van definir millor, l'instint com a explicació del comportament humà va caure en desgràcia. El 1932, McDougall va argumentar que la paraula instint és més adequada per descriure el comportament dels animals, mentre que va recomanar la paraula propensió per a combinacions dirigides a objectius de les moltes habilitats humanes innates, que estan lligades de manera vaga i variable, d'una manera que mostra una forta plasticitat.

### Abraham Maslow
A la dècada de 1950, el psicòleg Abraham Maslow va argumentar que els humans ja no tenim instints perquè tenim la capacitat d'anul·lar-los en determinades situacions. Va sentir que el que s'anomena instint sovint es defineix de manera imprecisa, i realment equival a "impulsos" forts. Per a Maslow, un instint és quelcom que no es pot anul·lar i, per tant, si bé el terme pot haver-se aplicat als humans en el passat, ja no té sentit.

### Konrad Lorenz
L'interès pels comportaments innats va sorgir de nou als anys 50 amb Konrad Lorenz i Nikolaas Tinbergen, que van fer la distinció entre l'instint i els comportaments apresos. La nostra comprensió moderna del comportament instintiu dels animals deu molt al seu treball. Per exemple, hi ha un període sensible per a un ocell en què aprèn la identitat de la seva mare. Konrad Lorenz va ensenyar a una oca les seves botes. Després, l'oca seguia a qui portava les botes. Això suggereix que va aprendre la identitat de la mare de l'oca, però el comportament de l'oca cap al que percebia com la seva mare era instintiu.

### Richard Herrnstein
En un article clàssic publicat el 1972, el psicòleg Richard Herrnstein va escriure: "Una comparació de la teoria de l'instint de McDougall i la teoria del reforç de Skinner, que representa la naturalesa i la criança, mostra semblances notables, i en gran part no reconegudes, entre els costats enfrontats de la naturalesa versus criança aplicat a l'anàlisi del comportament".
F. B. Mandal va proposar un conjunt de criteris pels quals un comportament es podria considerar instintiu: (a) ser automàtic, (b) ser irresistible, (c) ocórrer en algun moment del desenvolupament, (d) ser desencadenat per algun esdeveniment a l'entorn, (e) que passin en tots els membres de l'espècie, (f) ser inmodificable, i (g) formen part de la conducta sense formació, tot i que amb experiència milloren.
A Information Behavior: An Evolutionary Instinct (2010, pàg. 35–42), Amanda Spink assenyala que "actualment a les ciències del comportament l'instint s'entén generalment com la part innata del comportament que sorgeix sense cap formació o educació en humans". Afirma que el punt de vista que el comportament informatiu té una base instintiva es basa en el pensament més recent sobre el comportament humà. A més, assenyala que "comportaments com la cooperació, el comportament sexual, la cria dels fills i l'estètica també es veuen com a "mecanismes psicològics evolucionats" amb una base instintiva". Spink afegeix que Steven Pinker afirma de manera similar que l'adquisició del llenguatge és instintiva en els humans al seu llibre The Language Instinct (1994). El 1908, William McDougall va escriure sobre l'"instint de curiositat" i la seva "emoció de meravella" associada, encara que el llibre de Spink no ho menciona.
M. S. Blumberg el 2017 va examinar l'ús de la paraula instint, i va trobar molta variabilitat en el seu significat.

## En humans
Entre els possibles exemples de comportaments influïts per l'instint en humans es troben els següents.
1. Es va trobar una preparació congènita per desenvolupar la por a les serps i les aranyes en nadons de sis mesos.[38]
2. Es creu que el plor infantil és una manifestació de l'instint. El nen no pot protegir-se d'una altra manera per sobreviure durant el seu llarg període de maduració. El vincle matern i patern es manifesta especialment en resposta al plor del nadó. El seu mecanisme ha estat parcialment dilucidat per observacions amb ressonància magnètica funcional del cervell dels pares.[39][40]
3. El gregarisme es troba en nens humans i ximpanzés, però aparentment està absent en els orangutans joves.[41]
4. Les hormones estan relacionades amb formes específiques de comportament humà, com ara la sexualitat.[42] Els alts nivells de testosterona s'associen sovint en una persona (home o dona) amb l'agressivitat.[43][44] Es va trobar una disminució del nivell de testosterona després del naixement d'un fill entre els pares.[45][46]
5. Es va suggerir que el comportament higiènic en humans era en part instintiu, basat en emocions com el fàstic.[47][48]
6. El vincle matern o instint matern és quan una mare que desenvolupa una relació amb un fill per garantir el seu benestar. L'oxitocina materna és l'hormona i el neuropèptid que es creu que són els responsables de predisposar les dones a mostrar un comportament i un vincle.[49][50]
7. L'autoconservació de les persones en general és quan tenim l'instint de sobreviure.[51]
8. S'ha dit que la resposta de lluita o fugida en els éssers humans és una resposta particular a l'esdeveniment nociu, atac o amenaça per a la supervivència.[52]
9. La conducta de cooperació o instint social s'ha postulat com un instint necessari per a la supervivència futura de les persones.[53]
10. La resistència al canvi és la dificultat que experimenta una persona quan intenta empènyer els suggeriments que es fan per canviar la conducta o acceptar determinats tractaments independentment de si millorarà o no la seva condició, permet la gratificació instintiva.[54]
11. El comportament adaptatiu a l'entorn és una característica fenotípica innata heretada, tant si s'hereta com a instints de manera complexa, com una capacitat neuropsicològica que afavoreix l'aprenentatge. Alguns exemples són l'aparellament, la recerca d'aliment, la consciència de la situació, l'establiment de la jerarquia de domini i la parla.

## Reflexos
Alguns exemples de comportaments que no requereixen pensament inclouen diversos reflexos. L'estímul d'un reflex pot no requerir activitat cerebral, sinó que pot viatjar a la medul·la espinal com a missatge que després es transmet a través del cos, traçant un camí anomenat arc reflex. Els reflexes són similars als patrons fixats de conducta, ja que la majoria dels reflexos compleixen els criteris d'un patró d'acció fixa. Tanmateix, un patró d'acció fixa també es pot processar al cervell; l'agressió instintiva d'un espinós mascle cap a qualsevol cosa vermella durant la seva temporada d'aparellament n'és un exemple. Exemples de comportaments instintius en humans inclouen molts dels reflexos primitius, comportaments que estan presents en els mamífers. En rates, s'ha observat que les respostes innates estan relacionades amb substàncies químiques específiques, i aquestes substàncies químiques són detectades per dos òrgans situats al nas: l'òrgan vomeronasal (VNO) i l'epiteli olfactiu principal (MOE).

### Maduració
Alguns comportaments instintius depenen dels processos de maduració per aparèixer. Per exemple, comunament ens referim als ocells que "aprenen" a volar. No obstant això, els ocells joves s'han criat experimentalment amb dispositius que els impedeixen moure les ales fins a arribar a l'edat en què volaven les seves cohorts. Aquests ocells van volar immediatament i amb normalitat quan es van alliberar, demostrant que la seva millora va resultar de la maduració neuromuscular i no d'un veritable aprenentatge.

### Evolució
Ensenyar i aprendre de l'entorn proporciona un exemple d'instint. Aquesta resposta complexa pot implicar senyals visuals, auditius i olfactius a l'entorn que envolta un organisme. En alguns casos, l'empremta uneix una descendència als seus progenitors, la qual cosa és un benefici reproductiu per a la supervivència de la descendència. Si una descendència té un vincle amb un progenitor, és més probable que es quedi a prop sota la protecció dels pares. Els descendents vinculats també tenen més probabilitats d'aprendre d'una figura parental quan interactuen estretament. Els beneficis reproductius són una força impulsora de la selecció natural.
El medi ambient és un factor important en l'evolució del comportament innat. Una hipòtesi de Michael McCollough, un psicòleg positiu, explica que el medi ambient té un paper clau en els comportaments humans com el perdó i la venjança. Aquesta hipòtesi teoritza que diversos entorns socials fan que prevalgui el perdó o la venjança. McCollough relaciona la seva teoria amb la teoria de jocs. En una estratègia àgil, la cooperació i la represàlia són comparables al perdó i la venjança. L'elecció entre les dues pot ser beneficiosa o perjudicial, depenent del que esculli el soci-organisme. Tot i que aquest exemple psicològic de teoria de jocs no té resultats tan directament mesurables, proporciona una teoria interessant del pensament únic. Des d'un punt de vista més biològic, el sistema límbic del cervell funciona com a àrea de control principal per a la resposta a determinats estímuls, incloent una varietat de comportaments instintius. El sistema límbic processa estímuls externs relacionats amb les emocions, l'activitat social i la motivació, que propaga una resposta conductual. Alguns comportaments inclouen l'atenció materna, l'agressivitat, la defensa i la jerarquia social. Aquests comportaments estan influenciats per l'entrada sensorial: la vista, el so, el tacte i l'olfacte.
Dins dels circuits del sistema límbic, hi ha diversos llocs on l'evolució podria haver passat, o podria passar en el futur. Per exemple, molts rosegadors tenen receptors a l'òrgan de Jacobson que responen explícitament als estímuls dels depredadors que es relacionen específicament amb aquesta espècie individual de rosegadors. La recepció d'un estímul depredador sol generar una resposta de defensa o por. L'aparellament en rates segueix un mecanisme similar. L'òrgan vomeronasal i l'epiteli olfactiu principal, anomenats conjuntament sistema olfactiu, detecten feromones del sexe oposat. Aquests senyals viatgen a l'amígdala medial, que dispersa el senyal a diverses parts del cervell. Les vies implicades amb els circuits innats són extremadament especialitzades i específiques. Diversos òrgans i receptors sensorials juguen un paper en aquest procés complex.
L'instint és un fenomen que es pot investigar des de multitud d'angles: genètica, sistema límbic, vies nervioses i medi ambient. Els investigadors poden estudiar els nivells d'instints, des de moleculars fins a grups d'individus. Els sistemes extremadament especialitzats han evolucionat, donant lloc a individus que mostren comportaments sense aprendre'ls.